# DOLL Living Lab
DOLL Living Lab er et udendørs laboratorium for bæredygtig og intelligent udendørsbelysning, beliggende i Hersted Industripark i Albertslund Kommune. I DOLL Living Lab demonstrerer og tester en række producenter og indkøbere udendørsbelysning i 1:1 skala på 12 kilometer veje og stier. DOLL Living Lab er det største af sin slags i Europa.